# Campionato argentino di rugby a 15 1957
Il Campionato argentino di rugby a 15 1957  è stato vinto dalla selezione della Capital che ha battuto in finale la selezione della Provincia di Buenos Aires.
Il torneo sempre ad eliminazione diretta, ha la partecipazione di 12 selezioni .

## Eliminatorie
| PRELIMINARE |               |   |            |        |                 |
| 18 agosto   | UR del Norte  | - | Rio Cuarto | 28 - 3 | Tucumán         |
| 18 agosto   | Santa Fe      | - | Cuyo       | -      | FORFAIT DI CUYO |
| 18 agosto   | Mar del Plata | - | Córdoba    | 9 - 8  | Córdoba         |
| 18 agosto   | Río Paranà    | - | San Juan   | 14 - 0 | Paranà          |

| QUARTI DI FINALE |               |   |           |        |               |
| 15 sett.         | UR del Norte  | - | Capital   | 5 - 15 | Tucumán       |
| 15 sett.         | Santa Fe      | - | Rosario   | 9 - 14 | Santa Fe      |
| 15 sett.         | Mar del Plata | - | Provincia | 3 - 18 | Mar del Plata |
| 15 sett.         | Río Paranà    | - | La Plata  | 6 - 9  | Paranà        |

## Semifinali
| Arbitro: | Carlos M. Seminario |

| |            | |
| mete: Berro García trasf.: Campos | Marcatori  | |
| J. Olazábal R. Faldutti J. Campos J. Berro García J. Ramallo M. Guyot E. Holmgren J. Madero E. Mitchelstein R. Ochoa E. Parola R. Dell'Acqua F. Tosato R. Santángelo C. Travaglini | Formazioni | C. Sabalzagaray E. Vergara H. Tiribelli E. Brea H. Zapettini N. Dutil J. Dubarry R. La Rosa H. Carnicero C. Sacerdote J. Roan C. Olivera R. Giner H. Dentone L. Gorostiaga |

| Arbitro: | Eduardo Fornés |

| |            | |
| mete: Ricciardello Bazán, Horan trasf.: Fernández del Casal c.p.: Fernández del Casal                                                                                       | Marcatori  | c.p.: Cavallo, 2 |
| J. Genoud E. Horan R. Raimundez E. Fernández del Casal A. Ricciardello R. Bazán P. Felisari S. Hogg A. Bublath M. Azpiroz J. Diez A. Dillon E. Gaviña C. Ezcurra E. Hirsch. | Formazioni | F. Cavallo R. Abalos G. Recagno J. Arce A. Drincovich A. Robson R. Conti C. Kaden J. Ramos E. Celentano A Colla J. Silvetti C. Silvestre F. Alonso R. Alonso |

## Finale
| Arbitro: | Francisco Lamastra |

| |            | |
| mete: Felisari , Lloran trasf.: de Fernández del Casal c.p.: de Fernández del Casal                                                                                     | Marcatori  | |
| J. Genoud J. Ricciardello R. Raimundez E. Fernández del Casal E. Horan R. Bazán P. Felisari S. Hogg A. Bublath G. Schon J. Diez A. Dilon E. Gaviña C. Ezcurra E. Hirsch | Formazioni | J. Olazábal R. Faldutti J. Campos J. Berro García C. Ramallo M. Guyot E. Holmgren J. Madero E. Mitchelstein R. Ochoa E. Parola R. Dell'Acqua F. Tosato R. Saitángelo C. Travaglini. |